# Taschen

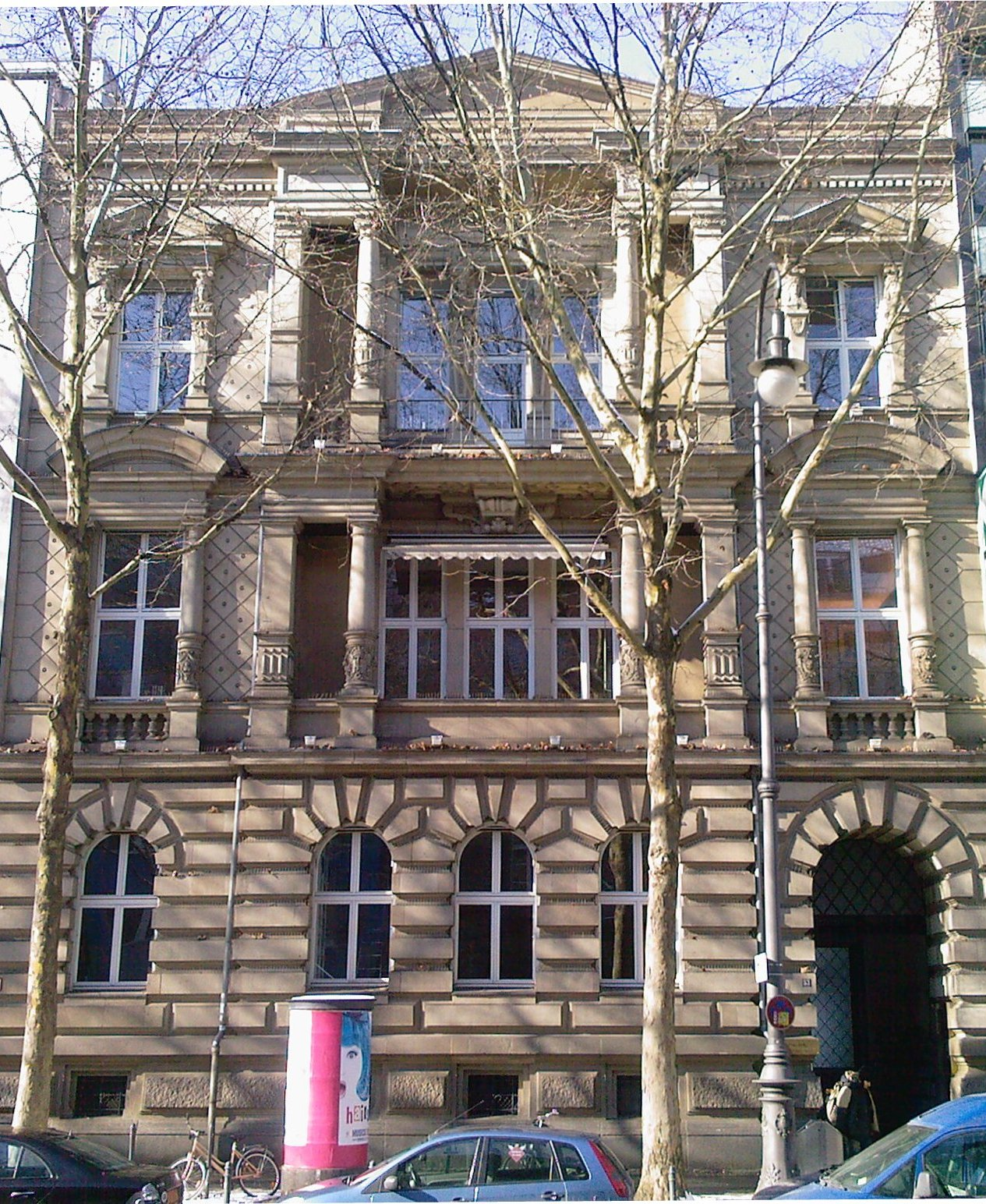
Taschen GmbH, Hohenzollernring 53, Keulen, Duitsland

Taschen is een uitgeverij van boeken. De uitgeverij is opgericht door Benedikt Taschen. Hij stichtte het bedrijf in 1980, toen hij naar een manier zocht om zijn eigen comics te publiceren. Benedikt Taschen richtte ook een winkel op in Keulen waar hij zijn kunstzinnige literatuur kon verkopen.
Hij was toen 18 jaar oud. De winkel was slechts 25 vierkante meter groot. Naast zijn eigen publicaties verkocht hij ook andere comics. Sally Forth was het allereerste album van Taschen.
Taschen maakte kunst toegankelijk voor een groot publiek. Vooral de reeks paperbacks van diverse kunstenaars en invloedssferen van kunst uit de 20ste en 21ste eeuw zijn ontzettend populair. De collectie groeit nog steeds. De combinatie van grondigheid, beknoptheid en de lage prijzen verklaart het succes. In de reeks zijn onder meer Magritte, Dalí, Haring, Escher, minimal art, Bauhaus, Rockwell, Wright, Gropius verschenen. Naast een citaat, een portret (achterflap) en de handtekening bevat het ook een beknopte biografie en een selectie van de belangrijkste werken. Librero is de importeur van Taschen in België.
Vooral thema's als architectuur, design, fotografie, mode en film komen aan bod in de boeken. Ter gelegenheid van de 25ste verjaardag van Taschen werden veel titels uitgegeven in een speciale bedrukking en aangeboden tegen lage prijzen. 
Uitgaven van Taschen worden hoog aangeschreven, zeker als het gaat om literatuur betreffende architectuur. 
In meerdere grote steden, zoals Parijs, Keulen en Brussel zijn er winkels van Taschen.